# Teorema de Pasch
En geometría, el teorema de Pasch, enunciado en 1882 por el matemático alemán Moritz Pasch, es un resultado de la geometría plana que no puede derivarse de los postulados de Euclides. Aunque ahora se consideraría como un resultado de la teoría del orden, el hecho está relacionado con el método axiomático.
La afirmación es como sigue. Sea una relación de intermediación entre puntos {\displaystyle [ABC]}, la cual podría leerse como "B está entre A y C". Dados los puntos {\displaystyle A}, {\displaystyle B}, {\displaystyle C} y {\displaystyle D} en una línea, {\displaystyle [ABC]} y {\displaystyle [BCD]} implica que {\displaystyle [ABD]}.